# اگوستین گیاسولا
اگوستین گیاسولا (انگلیسی: Agustín Guisasola؛ زادهٔ ۲۲ ژوئیهٔ ۱۹۵۲) بازیکن فوتبال اهل اسپانیا است.
از باشگاه‌هایی که در آن بازی کرده‌است می‌توان به باشگاه فوتبال اتلتیک بیلبائو و باشگاه فوتبال ایبار اشاره کرد.
وی همچنین در تیم‌های ملی فوتبال زیر ۱۸ سال اسپانیا، زیر ۲۳ سال اسپانیا، Spain national amateur football team، و اسپانیا بازی کرده‌است.